# 朗道阻尼
朗道阻尼是等离子体中由于波和粒子之间的共振导致的波阻尼，是一种无碰撞阻尼，最初是在1946年由苏联物理学家列夫·朗道提出的。人们一度认为物理上没有这种机制，这只是纯粹的数学结果。J.M.Dawson从波和粒子的能量交换的角度推导出朗道阻尼，1960年代又在实验上证实了这个现象。

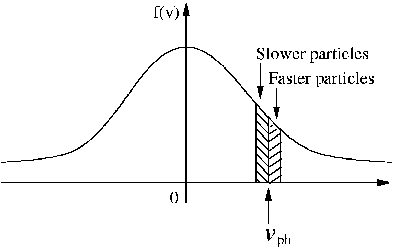
在麦克斯韦速度分布中，速度略小于的粒子总比略大于的粒子数目多

朗道阻尼的起因是波和粒子之间的相互作用而导致的能量交换。相速度为{\displaystyle v_{ph}}的波能够与速度近似为{\displaystyle v_{ph}}的粒子发生强烈的相互作用，其结果是速度略微大于{\displaystyle v_{ph}}的粒子减速，失去能量，速度略微小于{\displaystyle v_{ph}}的粒子加速，得到能量。考虑在一个具有麦克斯韦速度分布的无碰撞等离子体中，速度略微小于{\displaystyle v_{ph}}的粒子总是比速度略微大于{\displaystyle v_{ph}}的粒子数目稍微多一点，其结果是得到能量的粒子比失去能量的粒子越多，粒子的总能量增加，则波的总能量减少，这样就表现为波的一种阻尼效应。如果波和粒子的速度相差很远，比如电磁波以光速传播，远大于电子、离子的热运动速度，则不会有朗道阻尼。

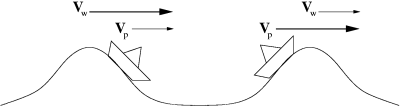

朗道阻尼也可以用一种直观但并不严格的物理情景解释，如右图所示。将朗缪尔波想像成海洋上的波浪，粒子如同漂浮在上面的船。如果船运动的速度略微小于波浪传播的速度，在与波浪相对静止的参考系看来，粒子被波浪推动；反之如果船的运动速度略微大于波速，粒子则推动波浪。
朗道阻尼通常可以分为线性朗道阻尼和非线性朗道阻尼两种。朗道阻尼在短波情况下表现得很显著，在长波情况下则可以忽略。这就是为什么实验上通常只能观察到长波的等离子体波，而难以观察到短波的等离子体波。